# San Stae
San Stae es una iglesia en el centro de Venecia (Véneto, Italia), en el sestiere de Santa Croce.

## Historia
El origen de la iglesia , fundada inicialmente bajo el título de Profeta San Isaías, aún está por aclararse. Según Giuseppe Cappelletti, fue construido por Obelario, el primer obispo de Olivolo, a finales del siglo VIII. Las crónicas, en cambio, afirman que fue fundada en 966 por las familias Tron, Zusto y Adoaldo. Sin embargo, el cronista Andrea Dandolo, que describió el grave incendio de 1105, no lo menciona y el primer testimonio cierto es un documento de 1127, donde se recuerda como parroquia filial de San Pedro. En 1331 se menciona como colegiata Según informes de visitas pastorales del siglo XVIII, San Stae era una parroquia populosa, rica y vital y sus párrocos también eran canónigos de la basílica de San Marco.
A finales del siglo XVII la iglesia, aunque restaurada repetidamente, quedó en ruinas y en 1681 los procuradores de la fábrica tuvieron que tomar la decisión de reconstruirla. Así nombraron cuatro diputados (dos nobles y dos ciudadanos) para decidir junto con el párroco lo que fuera necesario. La primera decisión fue cambiar la orientación de la iglesia: de la tradicional hacia el este a una hacia el sur, para tener la fachada frente al Gran Canal con un espíritu más moderno escenográficamente. Esta decisión estuvo ligada al legado del dux Alvise II Mocenigo, fallecido en 1709 y enterrado en la propia iglesia, que dejó 20.000 ducados para la construcción de la fachada. Con los edictos de Napoleón, se convirtió en la rectoría de San Cassiano, pero regresó como parroquia en 1953. Sin embargo, fue nuevamente suprimida en 1965. A partir del año siguiente es rectoral independiente.

## Descripción
San Stae, una abreviatura de San Eustaquio, tiene la fachada principal, que data de 1709 orientada hacia el Gran Canal, construida por Domenico Rossi, y ricamente decorada con estatuas de Giuseppe Torretto, Antonio Tarsia, Pietro Baratta y Antonio Corradini.

## Fachada
La fachada barroca, pero de inspiración palladiana, fue construida según el diseño de 1709 de Domenico Rossi, el elegido entre los doce proyectos presentados a concurso . Como reacción a la moda auto-celebrante del siglo anterior, cuyo último ejemplo es el monumental "mausoleo" de Valier a Santi Giovanni e Paolo, el testamento del Doge Alvise II Mocenigo, con cuyo legado se financió la construcción, siempre que no tuviese ningún elemento festivo, ya sea personal o dinástico, de hecho especificaba: "con nuestro dinero se terminó la iglesia de San Stae con la erección de una noble fachada correspondiente a la estructura de la iglesia universalmente elogiada, y como siempre fue nuestra intención que no hubiera arma, estatua o inscripción que pudiera relacionar nuestro nombre, entonces, continuando en los mismos sentimientos, queríamos ser provistos de nuestro dinero, sin ningún recuerdo de nuestro nombre "  .
La estructura está dividida en tres partes por un orden gigante de semicolumnas colocadas sobre bases altas y terminadas a los lados por dos semi-frontones cortos, más bajos y ligeramente retrasadas, en un orden menor. Desde la parte superior de las calles laterales, formadas por pilares y semicolumnas colocadas directamente sobre el zócalo, se inicia un entablamento rítmico que entrelaza la fachada para formar la base del tímpano portal. La parte central está coronada por el tímpano atravesado por un elaborado rosetón. Las ricas esculturas de los principales artistas de la época, entre ellos Antonio Tarsia, Giuseppe Torretto, Francesco Cabianca, Pietro Baratta y Antonio Corradini, mueven la fachada aún más. Las tres estatuas acrotéricas del tímpano, Fe, Esperanza y el Redentor en el centro, se atribuyen a este último autor. En la parte superior de las alas hay otras dos estatuas: la de la izquierda es la Caridad, una escultura atribuida a Paolo Callalo. En cambio, la otra figura femenina de la derecha es actualmente difícil de identificar, dada la pérdida de brazos y atributos; sin embargo, su representación con una pequeña cruz en un lienzo de Canaletto (y en el posterior grabado más claro de Visentini) puede llevarnos a suponer que se trata de la virtud accesoria de la Penitencia, reconfortado por el hecho de que esta aproximación a las tres virtudes teologales se confirma también en los bajorrelieves de las bases del altar mayor de la misma iglesia.
En el centro de la fachada se encuentra el complejo portal formado por un arco rodeado de semicolumnas y semipilares que repiten el motivo de las alas injertándose directamente sobre el zócalo y los escalones. El conjunto culmina en un frontón con un tímpano roto coronado, en el centro, por un grupo de mármol animado de la gloria de los ángeles que sostiene un rollo que representa el milagro de la conversión de Eustaquio (probablemente obra de Torretto) y, a los lados , por las tranquilas figuras alegóricas de la paciencia y la mansedumbre . Un atrevido querubín con orla emerge de la piedra angular del arco, probablemente obra de Giuseppe o Paolo Groppelli  .
A los lados de la fachada dos hornacinas con las estatuas de Sant'Osvaldo (del Torretto) y San Sebastiano (del Baratta  ) rematadas, más allá del entablamento, por dos bajorrelieves con las historias del martirio de Eustaquio: Eustachio y su familia salvada por el fuego y el martirio de Eustaquio y su familia en el toro de bronce al rojo vivo.

## Interior

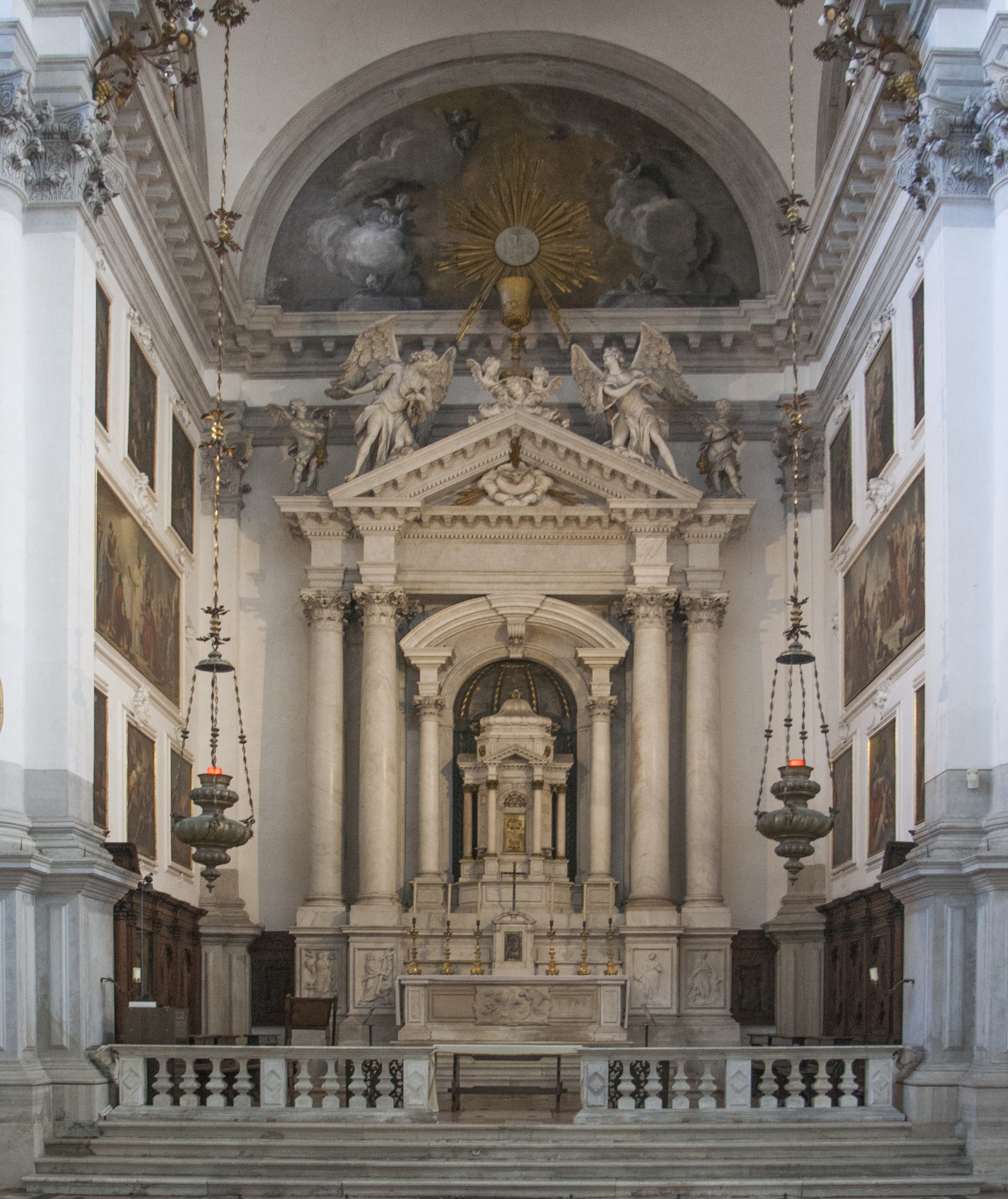
Presbiterio y altar mayor.

El interior alberga una tumba de la familia Mocenigo. El muro de la derecha contiene altares con obras de Niccolò Bambini, Giuseppe Camerata y Antonio Balestra. Las tres capillas de la izquierda tienen obras de Giuseppe Torretto, Pietro Baratta, Francesco Migliori y Jacopo Amigoni. El techo del presbiterio está decorado por un gran lienzo de Bartolomeo Letterini, mientras que en las paredes hay lienzos de Giuseppe Angeli y otros más pequeños dedicados a los Apóstoles, incluyendo un Martirio de San Bartolomé (1721) (abajo a la derecha) por un joven Giambattista Tiepolo; un Martirio de Santiago el Mayor de Giovanni Battista Piazzetta; y una Liberación de san Pedro obra de Sebastiano Ricci (abajo a la izquierda).
La sacristía contiene una Muerte de Cristo de Pietro della Vecchia y un Trajano ordena a san Eustaquio que rece a los ídolos de Giovanni Battista Pittoni.